# Merve Büyüksaraç
Merve Büyüksaraç (* 13. Juni 1988 in Ankara) ist die Miss Turkey des Jahres 2006.

## Leben und Karriere
Büyüksaraç studierte an der Istanbuler Yeditepe Üniversitesi Industriedesign und arbeitet in diesem Beruf sowie als Autorin. 2007 nahm sie an der Reality-Show Buzda Dans teil. Im Jahr 2012 nahm sie auch an der Reality-TV-Show Survivor Türkiye teil.

## Prozess wegen Verunglimpfung des Präsidenten
Im Januar 2015 wurde sie von der Istanbuler Staatsanwaltschaft vernommen, weil sie auf ihrer Instagram - Seite ein satirisches Gedicht über den türkischen Präsidenten Erdoğan gepostet hatte. Das Gedicht mit dem Titel „Gedicht des Meisters“ ist der Lyrik der türkischen Nationalhymne nachempfunden und übt satirische Kritik am Präsidenten, dessen Sohn Bilal namentlich erwähnt wird. Es wurde zuerst in der Satirezeitschrift „Uykusuz“ (dt.: schlaflos) veröffentlicht. Nachdem ein Freund sie warnte, dass sie mit dem Posten solcher Gedichte Probleme bekommen könnte, entfernte sie es von ihrem Instagram-Account. Sie sagte, dass sie das Gedicht lustig fand und nicht vorhatte, Erdoğan zu beleidigen. Der Staatsanwalt äußerte, das Gedicht  überschreite die Grenzen der freien Meinungsäußerung. Im Prozess vor dem zuständigen Gericht drohten ihr ein bis zwei Jahre Haft.
Büyüksaraç wurde schließlich im Mai 2016 wegen Verunglimpfung Präsident Erdoğans zu dreizehn Monaten Haft auf Bewährung verurteilt.